# Trichopilia aenigma
Trichopilia aenigma là một loài thực vật có hoa trong họ Lan. Loài này được Garay miêu tả khoa học đầu tiên năm 1996.